# Torneo de Austin 2023
El ATX Open 2023 fue un torneo de tenis femenino jugado en cancha duras al aire libre. Se trató de la 1.ª edición del ATX Open, un torneo WTA 250. Se llevó a cabo en Austin, Estados Unidos, del 27 de febrero al 5 de marzo, marcando el regreso a la WTA Tour a Texas después de una ausencia de once años.

## Distribución de puntos
| Modalidad           | Campeona | Finalista | Semifinales | Cuartos de final | 2.ª ronda | 1.ª ronda | Clasificadas | 3.ª ronda de clasificación | 2.ª ronda de clasificación | 1.ª ronda de clasificación |
| Individual femenino | 280      | 180       | 110         | 60               | 30        | 1         | 18           | 14                         | 10                         | 1                          |
| Dobles femenino     | 280      | 180       | 110         | 60               | -         | 1         | -            | -                          | -                          | -                          |

## Cabezas de serie

### Individuales femenino
| Tenista            | Ranking | Preclasificada |
| Magda Linette      | 21      | 1              |
| Shuai Zhang        | 22      | 2              |
| Anastasia Potapova | 29      | 3              |
| Danielle Collins   | 40      | 4              |
| Sloane Stephens    | 41      | 5              |
| Lauren Davis       | 49      | 6              |
| Alycia Parks       | 51      | 7              |
| Marta Kostyuk      | 55      | 8              |

- Ranking del 20 de febrero de 2023.[2]

### Dobles femenino
| Tenista                            | Ranking | Preclasificada |
| Nicole Melichar Ellen Perez        | 35      | 1              |
| Erin Routliffe Aldila Sutjiadi     | 71      | 2              |
| Anna-Lena Friedsam Nadiia Kichenok | 168     | 3              |
| Harriet Dart Alexandra Panova      | 181     | 4              |

## Campeonas

### Individual femenino
Marta Kostyuk venció a  Varvara Gracheva por 6-3, 7-5

### Dobles femenino
Erin Routliffe /  Aldila Sutjiadi vencieron a  Nicole Melichar /  Ellen Perez por 6-4, 3-6, [10-8]